# Angiopteris helferiana
Angiopteris helferiana är en kärlväxtart som beskrevs av Presl. Angiopteris helferiana ingår i släktet Angiopteris och familjen Marattiaceae. Inga underarter finns listade i Catalogue of Life.